# 29-та окрема бригада радіаційно-хімічно-біологічного захисту (РФ)
29-та окрема бригада радіаційно-хімічно-біологічного захисту, 29-та обр РХБЗ — формування спеціальних військ у прямому підпорядкування Центрального військового округу.
Умовна назва — Військова частина 34081 (в/ч 34081).
Бригада розташовується у місті Катеринбург.

## Склад
- управління,
- 2 батальйону РХБ захисту,
- батальйон спеціальної обробки,
- батальйон РХБ розвідки,
- батальйон аерозольної протидії,
- рота управління.

## Озброєння
На озброєнні бригади:
- машини радіаційної і хімічної розвідки РХМ-4-01,
- розвідувальні хімічні машини РХМ-6,
- розвідувальна хімічна машина РХМ-6,
- машини теплової обробки озброєння і військової техніки ТМС-65У,
- машини постановки димових завіс ТДА-2К.

## Історія
29-та бригада РХБЗ створена у грудні 1987 року у місті Верхня Пишма у Свердловській області.
За роки існування бригада брала участь у ліквідації наслідків чисельних аварій й техногенних катастроф:
- вибух на станції «Свердловськ-Сортувальний»,
- аварія на Горьківській залізниці,
- вибух нафтопроводу у місті Артемівськ Свердловської області,
- аварія на Чорнобильській АЕС.

Бригада була розформована у 1994 році.
У 2009 році бригаду відновлено. Місце дислокації змінено з Верхньої Пишми на 29-й військове містечко у Катеринбурзі.